# Aminatou Haidar

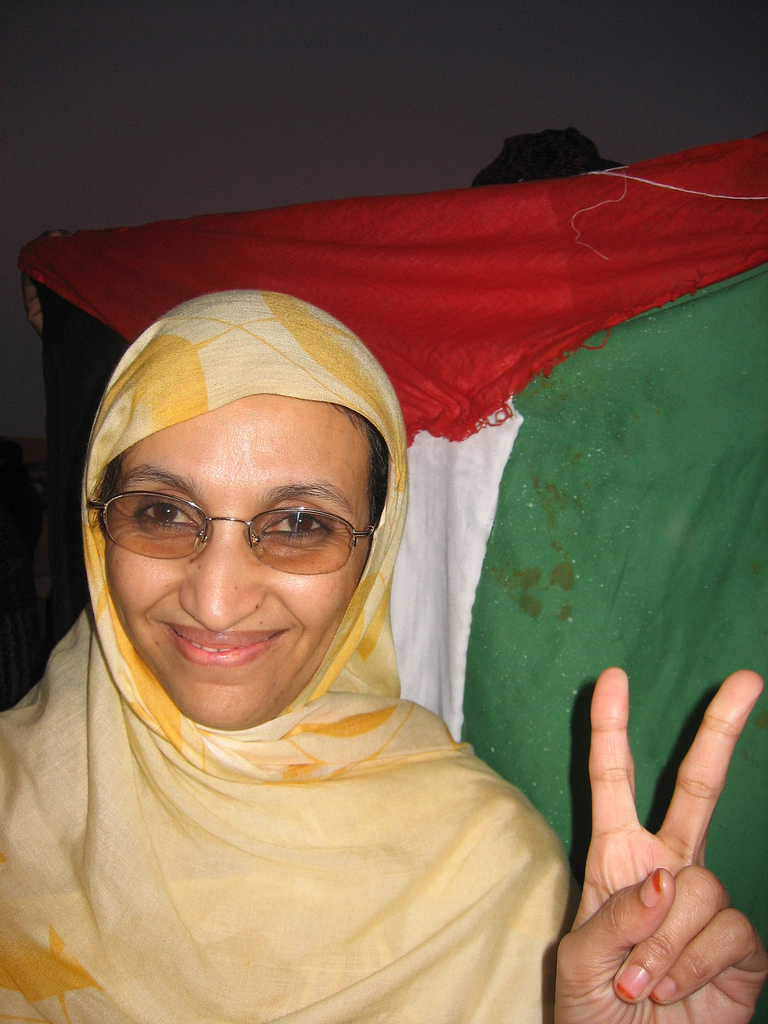
Aminatou Haidar.

Aminatou Haidar (arabiska: أميناتو حيدر), född den 24 juli 1966 i  Al-Ayun, är en flerfaldigt prisbelönt västsaharisk människorättsaktivist, som gjort sig känd för sin kamp för Västsaharas självständighet från den marockanska ockupationen. Hon har varit nominerad till Nobels fredspris (2008).
Aminatou Haidar är etnisk sahrawier och tidigare bosatt i  Al-Ayun. Mellan 1987 och 1991 var hon försvunnen, hemligen fängslad tillsammans med flera andra västsaharier och enligt egen utsago torterad. Efter att ha fängslats flera gånger, enligt Amnesty som samvetsfånge efter att ha kritiserat det marockanska styret, utvisades hon till Spanien och blev då fast på flygplatsen på Lanzarote under en månad, innan hon tilläts återvända.

## Priser och utmärkelser
- 2008 – Robert F. Kennedy Human Rights Award.[4]
- 2009 – amerikanska Civil Courage Prize.[5]
- 2019 – Right Livelihood Award.[6]